# Palmetto (cráter)

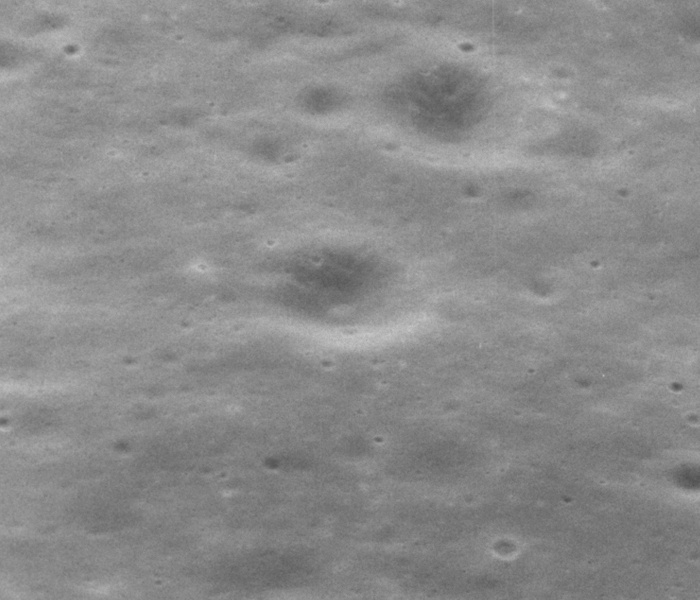
Vista oblicua de Palmetto, en el centro de la imagen

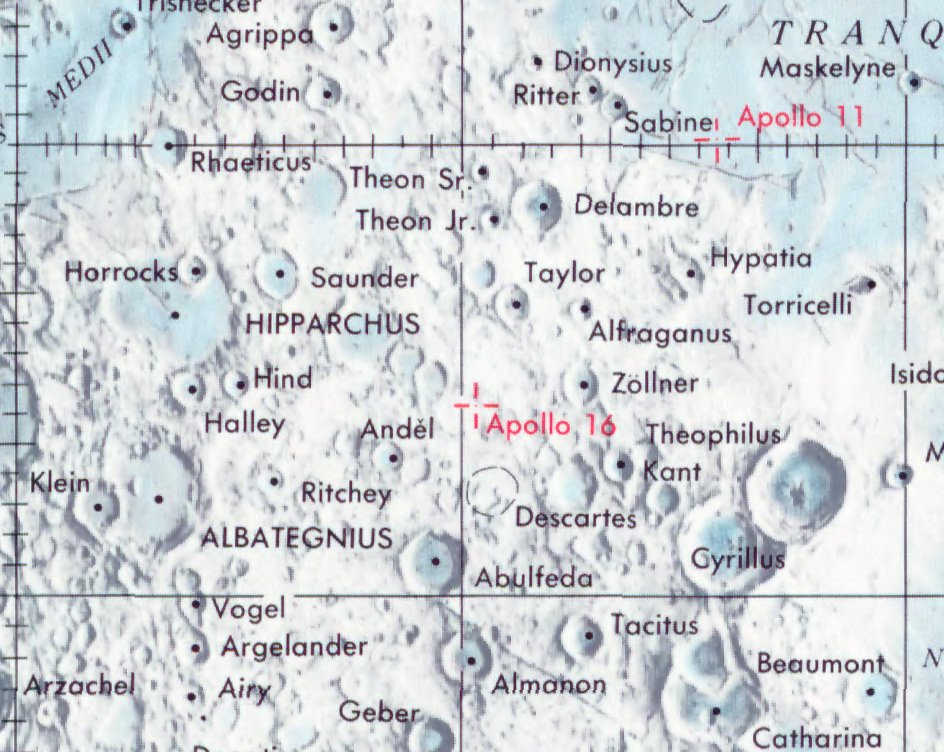
Localización del lugar de aterrizaje del Apolo 16

Palmetto es un pequeño cráter lunar perteneciente a las Tierras Altas de Descartes, visitado por los astronautas del Apolo 16. El nombre del cráter fue adoptado formalmente por la Unión Astronómica Internacional en 1973. Su diámetro es un poco más pequeño que el de Kiva (al noroeste) y un poco mayor que el de Gator (al estesureste).
|  |
|  |

El módulo lunar Orion del Apolo 16 aterrizó entre los cráteres North Ray y South Ray el 21 de abril de 1972. Los astronautas John Young y Charles M. Duke exploraron el área entre los cráteres en el transcurso de tres EVAs utilizando un Lunar Roving Vehicle o rover. Visitaron North Ray en la EVA 3, donde situaron la Estación 11, a unos 4.4 kilómetros al norte del lugar de aterrizaje. Recorrieron el lado este de Palmetto en su recorrido de ida y vuelta hacia North Ray, pero no se detuvieron allí. Mientras pasaban, Duke dijo: "Hay un considerable manto de material eyectado formado por rocas de un metro de diámetro alrededor del borde de Palmetto en algunos de estos cráteres secundarios de aquí." En el camino de regreso al módulo lunar desde North Ray, Duke tomó una secuencia de fotos de Palmetto mientras viajaba en el rover.
El cráter también fue utilizado como un punto de referencia por los astronautas de misiones Apolo anteriores. Fue designado hito DE-1/12. El astronauta Dick Gordon lo registró fotográficamente en las revoluciones 42 y 44 de la misión Apolo 12.
Palmetto se inserta en la Formación Cayley del Período Ímbrico.

## Denominación
El nombre del cráter, que hace referencia a una palmera, fue adoptado formalmente por la UAI en 1973, y tiene su origen en las denominaciones topográficas utilizadas en la hoja a escala 1/50.000 del Lunar Topophotomap con la referencia "78D2S1 Apollo 16 Landing Area".